# Hurtières
Hurtières település Franciaországban, Isère megyében. Lakosainak száma 220 fő (2022. január 1.). Hurtières La Pierre, Theys, Les Adrets és Le Champ-près-Froges községekkel határos.

## Népesség
A település népességének változása:
| Lakosok száma | 85   | 53   | 95   | 166  | 177  | 168  | 168  | 195  | 208  | 220  |
|               | 1968 | 1982 | 1990 | 2006 | 2013 | 2015 | 2017 | 2019 | 2020 | 2022 |